# Каланча Міхаела Олегівна
Каланча Міхаела Олегівна (5 липня 1994) — російська синхронна плавчиня.
Чемпіонка світу з водних видів спорту 2013, 2015, 2017, 2019 років.
Чемпіонка Європи з водних видів спорту 2016, 2018 років.